# Hirn (Lebensmittel)

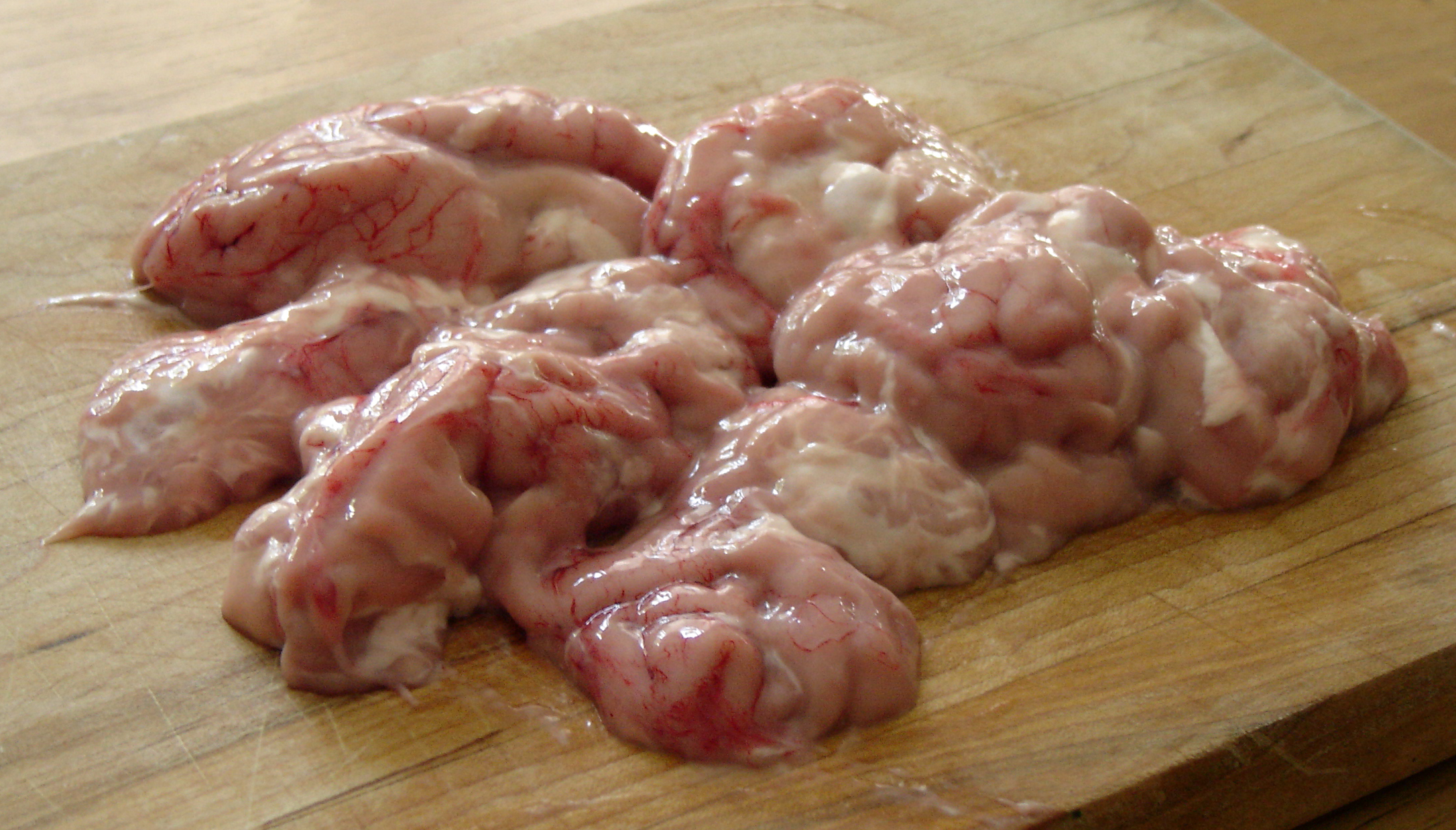
Küchenfertiges Hirn vom Schwein

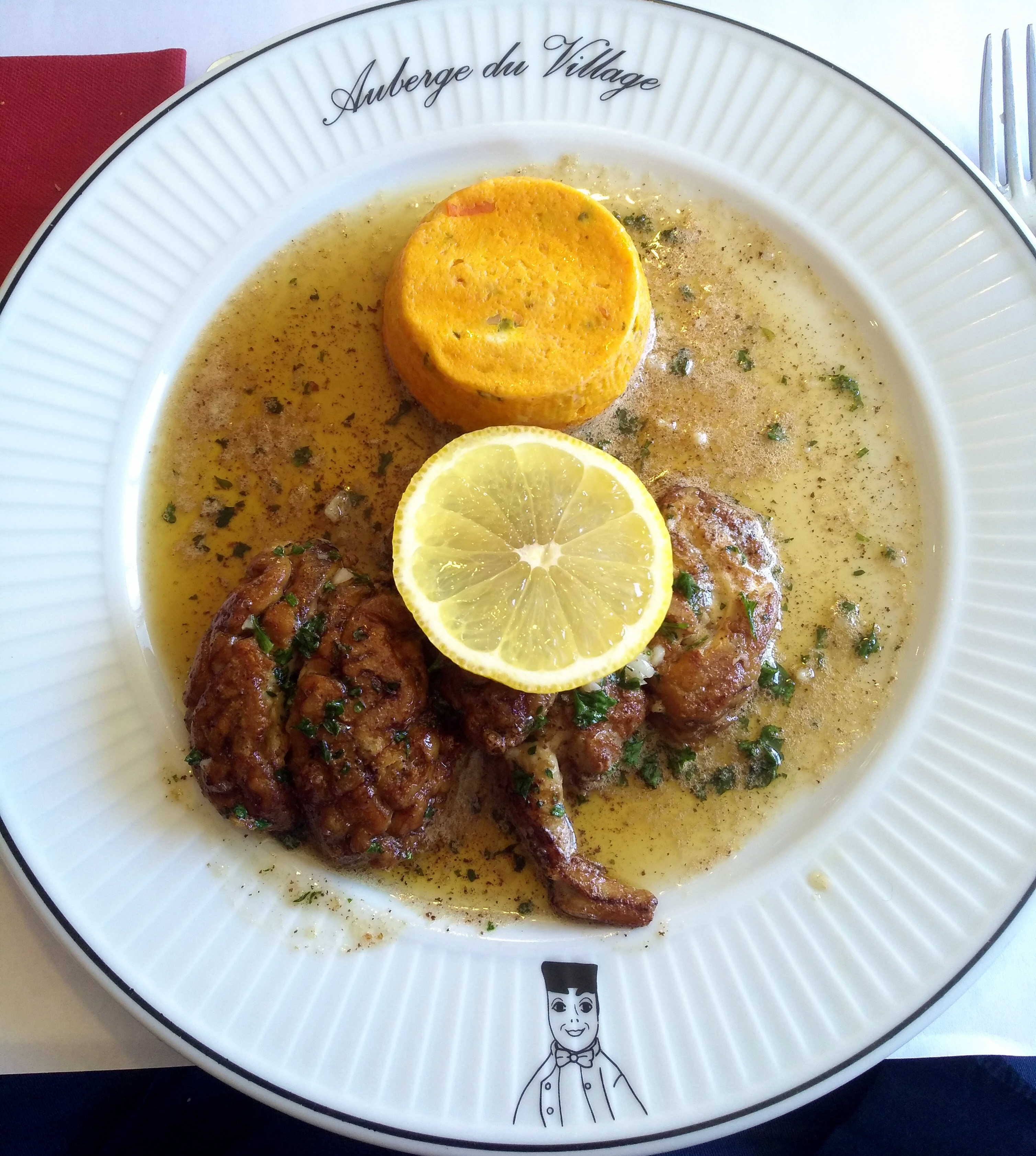
Lammhirn in einem Restaurant in Dardilly, Frankreich, 2018

Hirn oder Brägen (auch Bregen, aus dem Niederdeutschen) wird in der Küchensprache das Gehirn von Schlachttieren sowie einigen bejagten Wildtieren genannt. 

## Etymologie
Das Wort „Brägen“ wird abgeleitet aus dem indogermanischen mregh, mrogh, woraus das germanische Wort bragna entstanden ist. Dieses Wort ist verwandt mit altgriechisch βρέγμα (bregma ‚vorderer Teil des Kopfes‘) sowie mit englisch brain, altfriesisch brein und mittelniederdeutsch bregen.

## Sorten
Hirn ist eine Fleischsorte, die zu den Innereien gezählt wird. Zum Sautieren eignen sich am besten Lammhirn (ca. 100 g) und Schafshirn (ca. 150 g), sie sind leicht rosa gefärbt. Das kräftiger gefärbte Kalbshirn (250–300 g) schmeckt ähnlich. Das rot geäderte Rinderhirn wiegt 500–675 g und seine Konsistenz ist fester. Hammel-, Schweine- oder Ochsenhirn sind weniger delikat und eignen sich eher zum Schmoren, oder werden zu Füllungen für Pasteten und Timbales sowie in Hackbraten und Gratins verwendet.

## Beschreibung und Nährwert

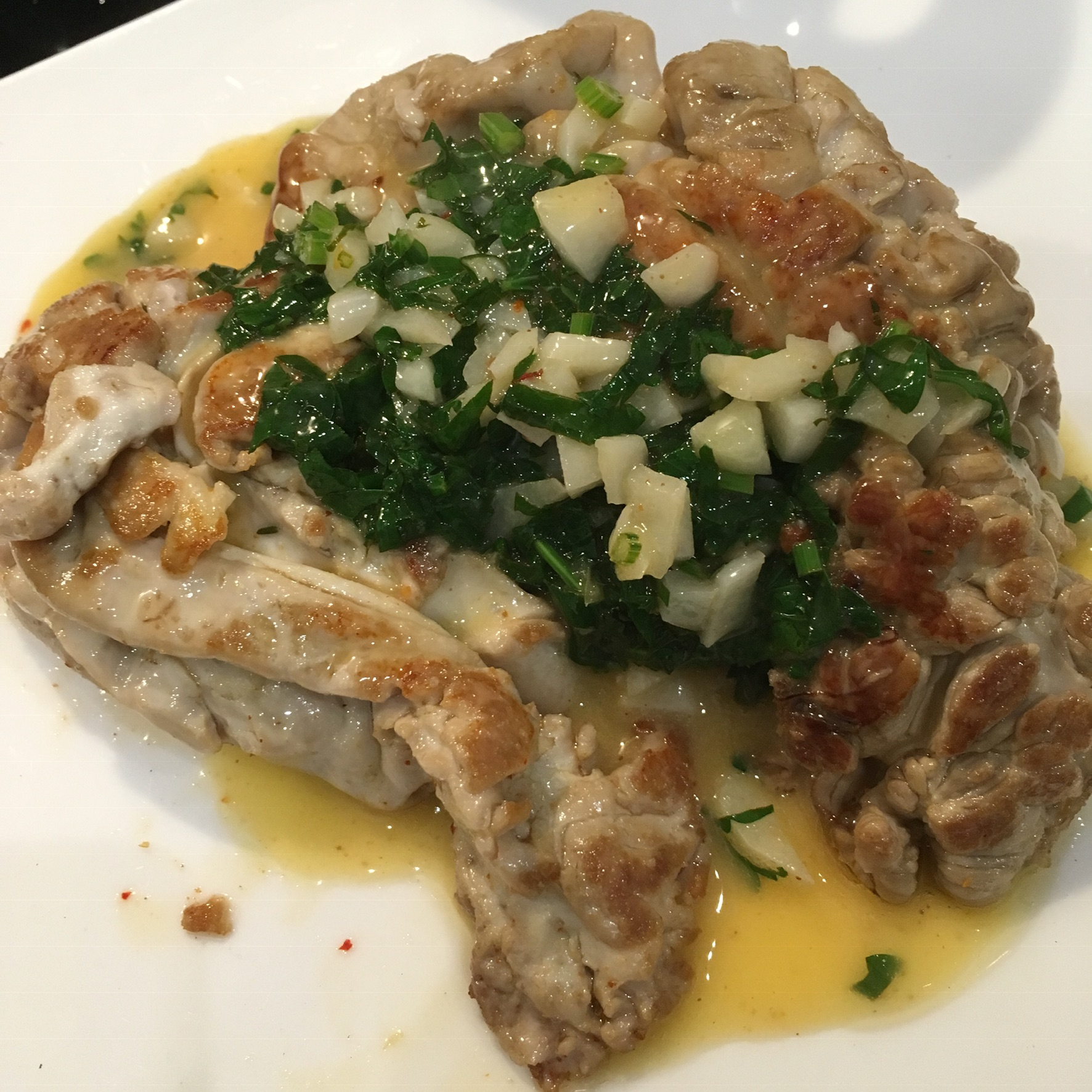
Zubereitetes Kalbshirn

Frisches Hirn besteht aus einer weichen, grauweißen Masse, die sich überwiegend aus etwa gleich großen Teilen Fette und Proteinen zusammensetzt. Hirn ist reich an Vitaminen und enthält mit bis zu 3 g pro 100 g das meiste Cholesterin aller Lebensmittel, etwa doppelt so viel wie Eigelb. Gebratenes Hirn erinnert geschmacklich an Leber, roh schmeckt es nussartig und hat einen metallischen Nachgeschmack.
Für frisches Schweinehirn gelten, je 100 Gramm, folgende Nährwertangaben: 122 kcal, 9 g Fett, 10 g Eiweiß, 1 g Kohlenhydrate und keine Ballaststoffe.
Frisches Rinderhirn hat die folgenden Nährwerte (ebenfalls bei 100 Gramm): 127 kcal, 10 g Fett, 10 g Eiweiß, 1 g Kohlenhydrate und keine Ballaststoffe.

## Risiken beim Verzehr
Wie alle Innereien verdirbt Hirn sehr schnell, es muss daher entweder schlachtfrisch verwendet oder im lokalen Fachhandel vorbestellt werden. In Deutschland bieten einige Fleischereien mit  Onlineshop Schweine- und Kalbshirn auch überregional an, wobei der Versand tiefgekühlt erfolgt.
Wer Hirn verzehren möchte, sollte auf die artgerechte Ernährung der Herkunftstiere achten. In Europa ist der Zusatz von tierischen Eiweißen (Futtermittel mit Tiermehlanteil) in der Nahrung von Wiederkäuern, seit dem Auftreten von BSE und Scrapie (in den 1990er Jahren) verboten. Bei Futtermitteln, die für die Aufzucht von Schweinen und Geflügel verwendet werden, ist die Beimischung von tierischen Proteinen jedoch seit 2021 wieder erlaubt.
In der Tierhaltung garantiert beispielsweise das Bio-Siegel eine Fütterung, die garantiert auf tierische Proteine verzichtet.

## Länderspezifische Zubereitungen

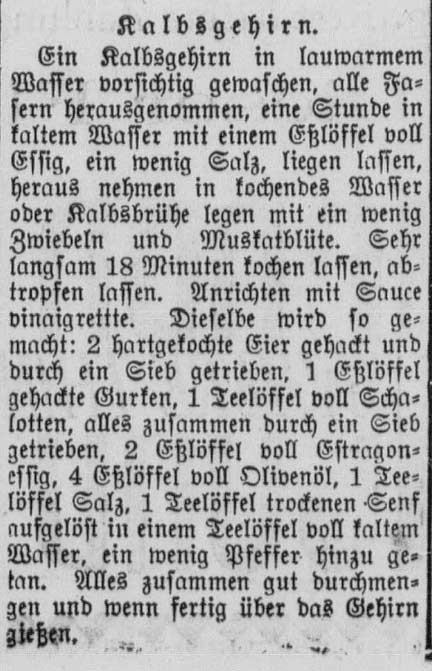
Kochrezept für Kalbshirn aus dem Wilmington Lokal-Anzeiger, Delaware, vom 16. Mai 1914

### Europa
In Europa wird Gehirn in unterschiedlichen Varianten zubereitet, wobei es in der Regel gebraten, gedünstet oder gekocht angeboten wird. Aufgrund der geringen Lagerfähigkeit werden Innereien direkt nach Hausschlachtungen frisch verarbeitet und in Spezialitätenrestaurants angeboten.
Bereits im Buoch von guoter spise, dem ältesten deutschsprachigen Kochbuch (14. Jahrhundert) ist ein Rezept für ein kluge spise (eine kluge Speise) überliefert, ein gehacktes gebratenes Hirn mit Äpfeln, Mehl und Eiern, dazu in ähnlicher Weise zubereitete Leber.
Kalbs- und Lammhirn eignen sich vor allem für die Herstellung von Vorspeisen, Pasteten und Ragouts und wurde traditionell auch zur Herstellung von Krankenkost genutzt. Schweinehirn kann auch zu Wurst verarbeitet werden, für die früher mitunter auch Rinderhirn genommen wurde.
Typisch ist die Verwendung von alten Haustierrassen, wie dem Mangalica-Schwein, dessen Hirn z. B. für „Hirn mit Ei“ genutzt wird.
Zur Vorbereitung sollte Hirn zunächst gründlich gewässert werden. Dann wird die Haut abgezogen, Blutreste und Adern werden entfernt und es wird noch einmal gespült. Anschließend wird das Hirn in Gemüsebrühe vorsichtig gegart, wodurch es sich verfestigt, und nach Rezept weiterverarbeitet.
Hirn findet unter anderem als Suppeneinlage oder Bestandteil von Terrinen Verwendung sowie in Ragout fin, Palatschinken, als Hirn mit Ei, gebackenes Hirn sowie in alten Rezepten für Zervelatwurst und Bregenwurst.
Auch in der Heilkunde wurde Hirn verwendet. Zahlreiche Hirnsorten (etwa Hasenhirn, Kamelhirn, Hennenhirn, Entenhirn) sind, überliefert seit der Zeit der Medizin im Alten Ägypten, bis ins Mittelalter benutzt worden (ebenso die Hirnschädel etlicher Tiere).

### Nordamerika und Südamerika

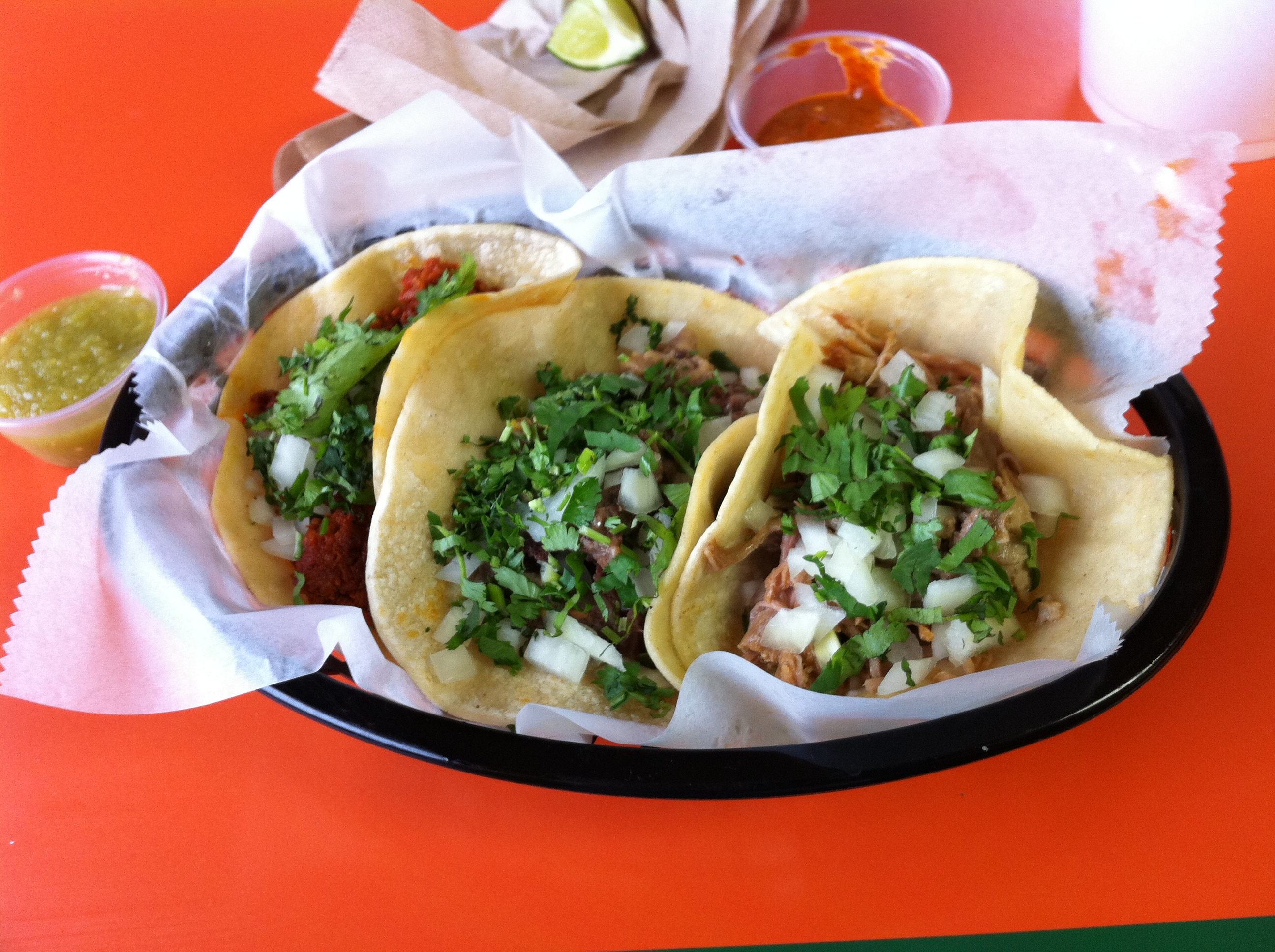
Tacos mit Gehirn als Zutat

Baumhörnchen (insbesondere Grauhörnchen) zählten in Nordamerika lange zu den bejagten Kleinsäugern, die verzehrt und zubereitet wurden, wobei das Gehirn unter anderem für die Zubereitung von Pie genutzt wurde.
In Nordamerika wurden (früher) auch Baumhörnchenhirne zur Zubereitung von Nahrung genutzt. Ob es tatsächlich Menschen gibt oder gab, welche das Gehirn von Kamelen, Hirschen oder Affen essen, ist umstritten und insbesondere im Fall von Primaten mit hoher Wahrscheinlichkeit ein Mythos.
In Mexiko wird die Spezialität Tacos De Sesos mit Rinder- oder Ziegenhirn zubereitet.

### Asien

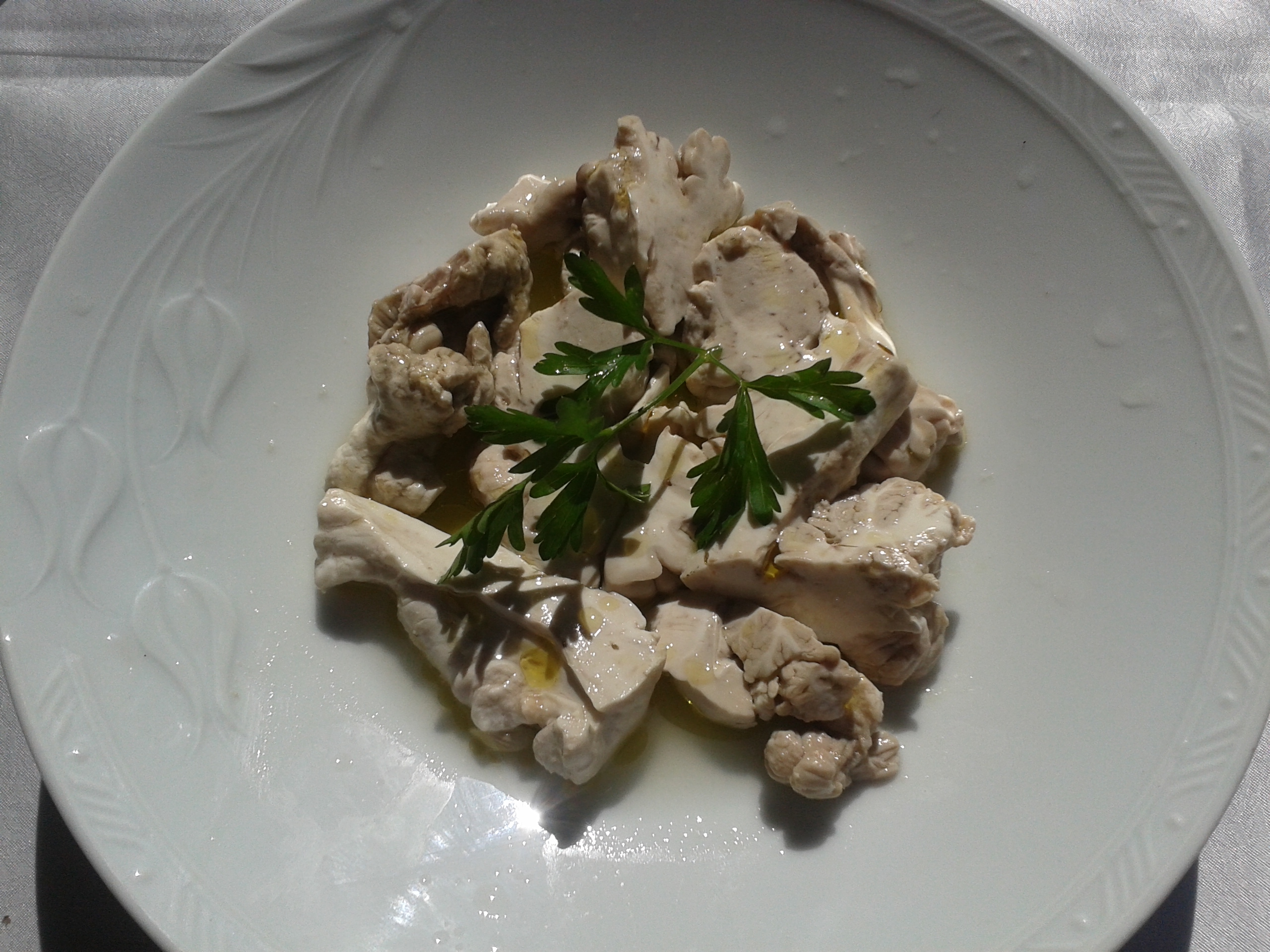
Ankara: „Beyin salatası“ aus gekochtem Lammhirn

In Asien wird Hirn in unterschiedlichen Varianten zubereitet, in Pakistan ist beispielsweise „Brain Masala“ typisch, während Hirn in der Japanischen Küche unter anderem in Panko frittiert wird
und die (in China ansässigen) Uiguren Schafshirn auch gern roh verzehren.